# أولاد سراج (الدقهلية)
قرية أولاد سراج هي إحدى القرى التابعة لمركز المنزلة في محافظة الدقهلية في جمهورية مصر العربية. حسب إحصاءات سنة 2006، بلغ إجمالي السكان في أولاد سراج 673 نسمة، منهم 347 رجل و326 امرأة.